# Rybitwy (województwo kujawsko-pomorskie)
Rybitwy – wieś w Polsce, położona w województwie kujawsko-pomorskim, w powiecie inowrocławskim, w gminie Pakość.

## Podział administracyjny

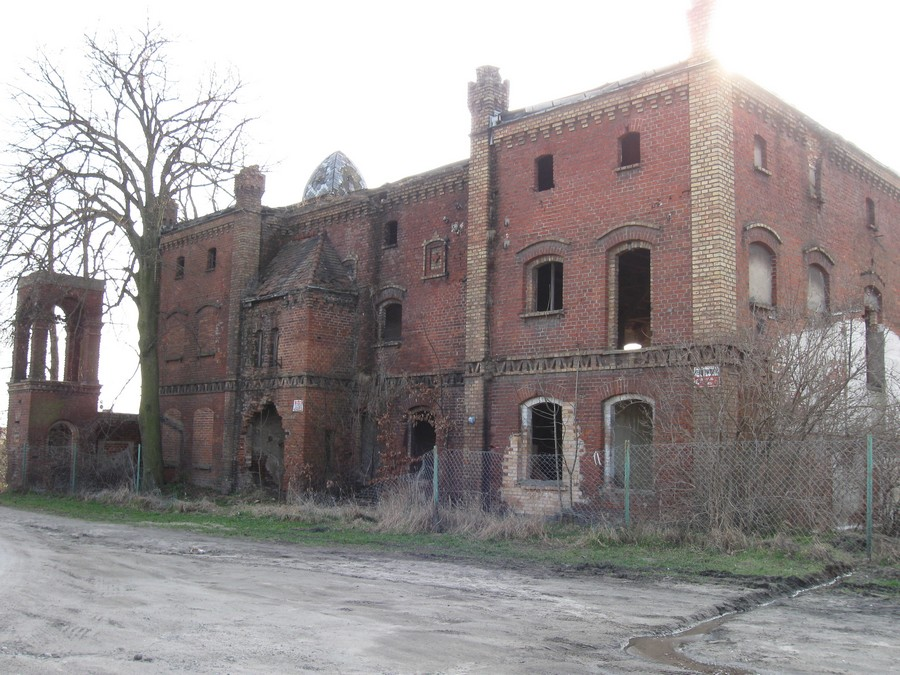
ruiny pałacu

W latach 1975–1998 miejscowość położona była w województwie bydgoskim.

## Demografia
Według Narodowego Spisu Powszechnego (III 2011 r.) wieś liczyła 522 mieszkańców. Jest trzecią co do wielkości miejscowością gminy Pakość.

## Obiekty zabytkowe
Istniejący we wsi do roku 1945 pałac nie zachował się. Nadal istnieje natomiast budynek zarządców majątku z czerwonej i żółtej cegły, z licznymi detalami architektonicznymi oraz jedną z dwóch wież bramnych, zwieńczoną dawniej ostrym hełmem i wyposażoną w dzwon, którym obwieszczano początek i koniec pracy w liczącym prawie 500 ha ziemi ornej majątku.